# Sadou Czapka
 (mars 2025).
Motif : aucune source biographique centrée
- Archive Wikiwix
- Bing
- Cairn
- DuckDuckGo
- E. Universalis
- Gallica
- Google
- G. Books
- G. News
- G. Scholar
- Persée
- Qwant
- (zh) Baidu
- (ru) Yandex
- (wd) trouver des œuvres sur Wikidata

| 1. | Préciser le motif de la pose du bandeau. | Précisez le motif de la pose du bandeau en utilisant la syntaxe suivante : {{admissibilité à vérifier\|date=mars 2025\|motif=remplacez ce texte par le motif}}                    |
| 2. | Informer les utilisateurs concernés.     | Pensez à avertir le créateur de l'article, par exemple, en insérant le code ci-dessous sur sa page de discussion : {{subst:avertissement admissibilité à vérifier\|Sadou Czapka}} |

 (mars 2025).
Il peut être nécessaire de l'améliorer pour respecter le principe de neutralité de point de vue. 

Sadou Czapka, née le 7 février 1978 à Lus-la-Croix-Haute, est une poétesse française.

## Biographie

### Famille
Enfant unique de Anne et San Czapka (fondateurs de la compagnie de théâtre « Le Matin calme » dans le Var), elle commence à écrire des poèmes dès son plus jeune âge.

### Parcours
Son premier recueil est publié aux éditions Atelier de l'Agneau en 2000, elle reçoit en 2002 une bourse d'écriture du Centre national du livre pour le second publié en 2003 chez le même éditeur. Elle travaille ensuite pour la compagnie de danse contemporaine Témoi à Reillanne puis comme libraire à la librairie Regain qu'elle reprend sous forme associative entre 2018 et 2021 avec Samuel Autexier.

Elle mène des ateliers d'écriture depuis 2010 qui débouchent parfois sur l'édition de livre collectif.

## Publications
- Les Oiseaux Conquis, Atelier de l'agneau, 2000  (ISBN 2-9301-8828-6)
- Dédales d’aubes, Atelier de l'agneau, 2003  (ISBN 2-9301-8866-9)
- Solstice, Rafaël de Surtis, 2008  (ISBN 2-7489-0028-6)
- La Ravine, Rafaël de Surtis, 2021  (ISBN 2-8467-2537-3)
- Nue, Rafaël de Surtis, 2023  (ISBN 978-2-84672-570-5)
- D'autres accidents de poèmes, Quiero, 2024  (ISBN 2-914363-26-5)